# 차가운 꽃
〈차가운 꽃〉(일본어: 冷たい花 츠메타이하나[*])은 일본의 밴드 the brilliant green의 네 번째 싱글 앨범으로, 1998년 8월 26일 발매되었다. (8cm CD: SRDL-4541) 곡의 작사는 밴드의 보컬 카와세 토모코가, 작곡은 베이시스트 오쿠다 슌사쿠가 맡았다. 이 곡은 TBS에서 방송되는 《COUNT DOWN TV》의 오프닝 테마곡으로 쓰였다.
B사이드 곡은 〈Baby London Star〉이며, 작사는 카와세가, 작곡은 밴드의 기타리스트 마츠이 료가 담당했다. 두 곡 모두 편곡은 the brilliant green이 공동으로 했다.
작품은 전작에 이어 연속으로 오리콘 싱글 차트에서 1위를 기록했다. 한편 일본의 싱어송라이터 미요시다 루나 (美吉田月)는 2008년 자신의 두 번째 커버 음반을 발매하며 이 곡을 담았다.

## 수록곡
| #            | 제목                              | 작사          | 작곡          | 편곡                | 재생 시간 |
| ------------ | --------------------------------- | ------------- | ------------- | ------------------- | --------- |
| 1.           | 〈〈차가운 꽃〉〉 (冷たい花)      | 카와세 토모코 | 오쿠다 슌사쿠 | the brilliant green | 4:38      |
| 2.           | 〈〈Baby London Star〉〉          | 카와세 토모코 | 마츠이 료     | the brilliant green | 4:35      |
| 3.           | 〈〈차가운 꽃〉〉 (Backing Track) |               |               |                     | 4:38      |
| 총 재생 시간 | 총 재생 시간                      | 총 재생 시간  | 총 재생 시간  | 총 재생 시간        | 13:51     |

## 발매 일정
| 버전                   | 일정            | 레이블          | 포맷                |
| ---------------------- | --------------- | --------------- | ------------------- |
| 〈차가운 꽃〉          | 1998년 8월 26일 | Sony Records    | 8cm CD (SRDL-4541)  |
| 〈차가운 꽃〉 (재발매) | 2000년 10월 1일 | DefSTAR RECORDS | 8 cm CD (DFDZ-5008) |